# Emmanuel Boateng (calciatore 1994)
Emmanuel Agyenim Boateng (Accra, 17 gennaio 1994) è un calciatore ghanese, attaccante del San Diego.

## Caratteristiche tecniche
È un'ala sinistra capace di adattarsi a seconda punta.

## Carriera
Durante l'estate del 2013 ha militato con il Ventura County Fusion nella USL Premier Development League, collezionando 5 presenze e un gol segnato.
Nel luglio 2013 viene chiamato a sostenere un provino con l'Helsingborgs e, dopo averlo superato con successo, firma un contratto di tre anni e mezzo con il club svedese. Durante la sua esperienza, ha collezionato 37 presenze in Allsvenskan, segnando 4 gol.
Nel gennaio del 2016 torna negli Stati Uniti, questa volta per unirsi ai Los Angeles Galaxy. Ha segnato il suo primo gol in Major League Soccer il 23 aprile 2016 contro il Real Salt Lake.

## Palmarès

### Club

#### Competizioni nazionali
- Campionato MLS: 1

Columbus Crew: 2020
- MLS Supporters' Shield: 1

New England Revolution: 2021